# The Chronological Classics: Fletcher Henderson and His Orchestra 1931-1932
The Chronological Classics: Fletcher Henderson and His Orchestra 1931-1932 è una Compilation del bandleader statunitense jazz Fletcher Henderson, pubblicato dall'etichetta discografica francese Classics Records nel 1990.

## Tracce

### CD
1. My Sweet Tooth Says I Wanna (But My Wisdom Tooth Says No) – 3:06 (Joe Young, Sidney Clare, Sam Howard Stept) – Registrato il 31 luglio 1931 a New York
2. Malinda's Weddin' Day – 2:41 (Frank Weldon) – Registrato il 31 luglio 1931 a New York
3. You Rascal, You – 3:08 (Sam Theard) – Registrato nell'agosto del 1931 a New York
4. Blue Rhythm – 2:50 (Nat Leslie, Irving Mills) – Registrato nell'agosto del 1931 a New York
5. Sugar Foot Stomp – 2:54 (King Oliver, Louis Armstrong) – Registrato nell'agosto del 1931 a New York
6. Low Down on the Bayou – 2:58 (Nat Leslie, Irving Mills) – Registrato nell'agosto del 1931 a New York
7. 12th Street Rag – 3:01 (Euday L. Bowman, Andy Razaf) – Registrato (circa) nell'ottobre del 1931 a New York
8. Milenberg Joys – 2:41 (Jelly Roll Morton, Walter Melrose, Paul Mares) – Registrato (circa) nell'ottobre del 1931 a New York
9. Singin' the Blues – 3:03 (Dorothy Fields, Jimmy McHugh) – Registrato il 15 ottobre 1931 a New York
10. It's the Darndest Thing – 2:50 (Jimmy McHugh) – Registrato il 15 ottobre 1931 a New York
11. Blues in My Heart – 3:15 (Benny Carter, Irving Mills) – Registrato il 16 ottobre 1931 a New York
12. Sugar – 2:58 (Joe Young, George William Meyer) – Registrato il 16 ottobre 1931 a New York
13. Business in F – 3:06 (Archie Bleyer) – Registrato il 16 ottobre 1931 a New York
14. Strangers – 3:19 (Charles O'Flynn, John Frededrick Coots) – Registrato il 10 marzo 1932 a New York
15. Take Me Away from the River – 3:19 (Kay Lois Parker) – Registrato il 10 marzo 1932 a New York
16. Say That You Were Teasing Me – 2:45 (Roy Turk, Fred E. Ahlert) – Registrato il 10 marzo 1932 a New York
17. Take a Picture of the Moon – 3:00 (Joe Young, Jack Little) – Registrato il 10 marzo 1932 a New York
18. I Wanna Count Sheep (Till the Cows Come Home) – 3:12 (Joe Young, Jack Little) – Registrato il 10 marzo 1932 a New York
19. Poor Old Joe – 2:59 (Hoagy Carmichael) – Registrato il 10 marzo 1932 a New York
20. Casa Loma Stomp – 3:10 (Eugene Gifford) – Registrato l'11 marzo 1932 a New York
21. Blue Moments – 2:50 (Fletcher Henderson) – Registrato l'11 marzo 1932 a New York
22. How Am I Doin', Hey Hey – 3:10 (Branch, Don Redman) – Registrato l'11 marzo 1932 a New York
23. Goodbye Blues – 3:03 (Jimmy McHugh, Dorothy Fields, Arnold Johnson) – Registrato l'11 marzo 1932 a New York

## Musicisti
My Sweet Tooth Says I Wanna (But My Wisdom Tooth Says No) / Malinda's Weddin' Day

Fletcher Henderson and His Connie Inn Orchestra
- Fletcher Henderson - pianoforte, arrangiamento, direttore orchestra
- Rex Stewart - tromba
- Bobby Stark - tromba
- Claude Jones - trombone
- Russell Procope - clarinetto, sassofono alto, violino
- Edgar Sampson - clarinetto, sassofono alto, violino
- Coleman Hawkins - clarinetto, sassofono tenore
- Clarence Holiday - chitarra
- John Kirby - contrabbasso
- Walter Johnson - batteria
- Dick Robertson - voce

You Rascal, You / Blue Rhythm / Sugar Foot Stomp / Low Down on the Bayou

Connie's Inn Orchestra
- Fletcher Henderson - pianoforte, direttore orchestra
- Fletcher Henderson - arrangiamento (brano: Sugar Foot Stomp)
- Rex Stewart - tromba
- Bobby Stark - tromba
- Claude Jones - trombone
- Claude Jones - voce (brano: You Rascal, You)
- J.C. Higginbothan - trombone
- Russell Procope - clarinetto, sassofono alto, violino
- Edgar Sampson - clarinetto, sassofono alto
- Coleman Hawkins - clarinetto, sassofono tenore
- Clarence Holiday - chitarra
- John Kirby - contrabbasso
- Walter Johnson - batteria
- Nat Leslie - arrangiamenti (brani: Blue Rhythm e Low Down on the Bayou)

12th Street Rag / Milenberg Joys

Connie's Inn Orchestra
- Fletcher Henderson - pianoforte, direttore orchestra
- Rex Stewart - tromba
- Bobby Stark - tromba
- J.C. Higginbotham - trombone
- Edgar Sampson - clarinetto, sassofono alto
- Coleman Hawkins - clarinetto, sassofono tenore
- Clarence Holiday - chitarra
- John Kirby - contrabbasso
- Walter Johnson - batteria

Singin' the Blues / It's the Darndest Thing

Fletcher Henderson and His Orchestra
- Fletcher Henderson - pianoforte, direttore orchestra
- Rex Stewart - tromba
- Bobby Stark - tromba
- J.C. Higginbotham - trombone
- Edgar Sampson - clarinetto basso, violino
- Coleman Hawkins - sassofono tenore
- Clarence Holiday - chitarra
- John Kirby - contrabbasso
- Walter Johnson - batteria
- Les Reis - voce

Blues in My Heart / Sugar / Business in F

Fletcher Henderson and His Orchestra
- Fletcher Henderson - pianoforte, arrangiamenti, direttore orchestra
- Russell Smith - tromba
- Rex Stewart - tromba
- Bobby Stark - tromba
- J.C. Higginbotham - trombone
- Russell Procope - clarinetto, sassofono alto
- Edgar Sampson - sassofono alto, violino
- Coleman Hawkins - sassofono tenore
- Clarence Holiday - chitarra
- John Kirby - contrabbasso
- Walter Johnson - batteria
- Les Reis - voce (brani: Blues in My Heart e Sugar)
- Archie Bleyer - arrangiamento (brano: Business in F)

Strangers / Take Me Away from the River / Say That You Were Teasing Me / Take a Picture of the Moon / I Wanna Count Sheep (Till the Cows Come Home) / Poor Old Joe

Fletcher Henderson and His Orchestra
- Fletcher Henderson - pianoforte, arrangiamenti, direttore orchestra
- Russell Smith - tromba
- Rex Stewart - tromba
- Bobby Stark - tromba
- J.C. Higginbotham - trombone
- Sandy Williams - trombone
- Russell Procope - clarinetto, sassofono alto
- Edgar Sampson - clarinetto, sassofono alto, violino
- Coleman Hawkins - clarinetto, sassofono tenore
- Clarence Holiday - chitarra
- John Kirby - contrabbasso
- Walter Johnson - batteria
- John Dickens - voce (brano: Strangers)
- Ikey Robinson - voce (brano: Take Me Away from the River)
- Baby Rose Marie - voce (brani: Say That You Were Teasing Me e Take a Picture of the Moon)
- Harlan Lattimore - voce (brano: I Wanna Count Sheep (Till the Cows Come Home)), voce e cori (brano: Poor Old Joe)

Casa Loma Stomp / Blue Moments / How Am I Doin', Hey Hey / Goodbye Blues

Connie's Inn Orchestra
- Fletcher Henderson - pianoforte, direttore orchestra
- Fletcher Henderson - arrangiamento (brano: Blue Moments)
- (possibile presenza) Leora Henderson - tromba
- Rex Stewart - tromba
- Bobby Stark - tromba
- J.C. Higginbotham - trombone
- Sandy Williams - trombone
- Russell Procope - clarinetto, sassofono alto
- Edgar Sampson - clarinetto, sassofono alto
- Coleman Hawkins - clarinetto, sassofono tenore
- Clarence Holiday - banjo
- John Kirby - contrabbasso
- Walter Johnson - batteria
- Gene Gifford - arrangiamento (brano: Casa Loma Stomp)
- Harlan Lattimore - voce (brani: How Am I Doin', Hey Hey e Goodbye Blues)[1]